# Epistolario
Un epistolario es un libro o cuaderno en el que se recogen colecciones de cartas o epístolas que pueden encontrarse dispersas; su redacción se remite a uno o varios autores, y los destinatarios pueden ser uno o varios. Este puede referirse además a un «diario de escritura», así como también a una novela que incluye una serie de misivas elaboradas e intercambiadas entre sus personajes, o bien, cuya autoría corresponde a uno solo.
Pueden ser de distintos tipos, según agrupen las cartas por autores, corresponsales, temas o fechas. Los epistolarios más completos deben recoger también las epístolas que escriben los corresponsales, personajes que son habitualmente excluidos a causa de no ser tan famosos como el autor a quien están consagradas estas colecciones, aunque también porque es muy difícil que se conserve este tipo de literatura efímera.

## Epistolarios notables
Ejemplos de epistolarios publicados son las Cartas de Dylan Thomas o el Epistolario de Juan Ramón Jiménez.
Otros epistolarios escritos por personas famosas han sido publicados y pueden leerse con cierta facilidad. Una pequeña muestra, aleatoria y no exhaustiva, a continuación .
- Cicerón.
  - Epistulae Selectae.[6]
  - Epistolas o cartas de Marco Tulio Ciceron, vulgarmente llamadas familiares[7]

- Marco Anneo Séneca. Epistulae morales ad Lucilium.
  - Cartas a Lucilio.[8]

- Plinio el Joven.[9]

- Erasmo de Rotterdam.[10]

- Mossèn Diego de Valera. Epistolas de Mosen Diego de Valera enbiadas en diversos tiempos e a diversas personas.[11]

- Martín Lutero.
  - Cartes a dones.[12]

- Estefania de Requesens i Roís de Liori.[13]

- Philip Dorme Stanhope, llamado Lord Chesterfield (1694-1773), famoso por la correspondencia entre él y su hijo Philip Stanhope, llamadas Letters to His Son.

- Galileo Galilei.[14]

- Marquesa de Sévigné.[15]

- Gregorio Maians i Siscar. Colección de cartas escritas por Gregorio Mayans y Siscar a D. Joseph Nebot.[16]

- Benito Jerónimo Feijoo.[17]

- Ugo Foscolo.[18]

- Giacomo Leopardi.[19]